# فرودگاه فرتوسنت‌میکلوش
فرودگاه فرتوسنت‌میکلوش (به انگلیسی: Fertőszentmiklós Airport) یک فرودگاه همگانی است که یک باند فرود آسفالت دارد و طول باند آن ۹۸۵ متر است. این فرودگاه در کشور مجارستان قرار دارد و در ارتفاع ۱۳۴ متری از سطح دریا واقع شده است.